# 英國廣播公司電台
英國廣播公司電台（英語：BBC Radio）是英國廣播公司（BBC）的電台廣播部門，自英國廣播公司於1927年獲得皇家特許狀而開始建立。該部門所運營的全國廣播服務涵蓋絕大部分的音樂類型；而所提供的本地廣播服務則負責播送當地的新聞并負責該廣播站的業務和利益；同時該部門還在網絡上提供在线電台服務。
英國廣播公司電台所提供的全國廣播服務中，第一台、第二台、第三台、第四台和第五直播台都採用模擬信號（第五直播台僅採用調幅廣播形式）、數碼聲音廣播和在網絡上採用RealMedia、WMA及BBC網絡播放器等形式播出；而一台特別頻道、四台特別頻道、第五直播台特別體育頻道和第六音樂台則只在數字平台播送節目。
BBC旗下的全国广播频道除了第五直播台和第五直播台特別體育頻道是在索爾福德的英國媒體城播送之外，其餘頻道的播送部門或是接近或是在廣播大樓內。但是BBC電台的節目則也有來自位於贝尔法斯特、伯明翰、格拉斯哥和曼徹斯特等地的BBC聯播網製作單位。

## 部門歷史
英國廣播公司電台服務始於1922年。由於其最初是通過郵政總局控制下的無線電頻率進行服務，因此英國政府至今仍將相關法律置於郵政法律以下。時至今日，無線電廣播依然是英國廣播公司最重要的服務，這可以從其官方雜誌依舊名為《廣播時報》可以看出來。

### 來自國外的挑戰
尽管直到1973年英国才有其他广播机构获得许可，但来自海外的商业竞争很快就开始了。1933年，卢森堡广播电台的英语服务开播，成为最早向英国和爱尔兰播放的商业电台之一。由于英国国内无法进行商业广播，一位前英国皇家空军队长兼企业家，伦纳德·普鲁格（于1935年成为保守党议员）在1931年成立了国际广播公司。该公司开始在欧洲大陆租用发射器时间，以赞助的英语节目形式将其转售给英国和爱尔兰的听众。由于普鲁格成功证明了像BBC这样的国有垄断可以被打破，其他人开始被创立新商业电台的想法所吸引，特别是为这个目的服务的电台。这是英国海盗电台和现代商业电台的重要前驱。二战的爆发使原始的国际广播公司的所有电台中只有卢森堡广播电台继续每晚向英国播送。

### 從國內走向世界
為了給英國廣播公司的國內聽眾提供不同的節目，英國廣播公司於1932年開通短波頻道——英國廣播公司帝國頻道。該頻道最初只使用英語廣播，但很快就開始提供其他語種的節目。在第二次世界大戰期間，帝國頻道更名為海外頻道，目前則定名為英國廣播公司國際頻道。

### 模擬電台聯播網
1967年9月30日，英國廣播公司電台部門對其旗下的模擬信號廣播的呼號及定位進行了調整。BBC廣播一台保留原有呼號，但是電台定位從兼職音樂頻道變成了專業流行音樂電台；BBC輕節目頻道更名為BBC廣播二台，定位成播送輕音樂、民謠、爵士樂和輕娛樂節目的電台；晚間頻道BBC第三套節目與日間頻道BBC音樂電台合並為BBC廣播三台，但是BBC第三套節目一直保留起呼號到1970年；BBC本土頻道則改名為BBC廣播四台。
BBC廣播五台於1990年8月27日開播，主要是為英國家庭提供體育、教育和兒童節目。它在1994年3月28日更名為BBC廣播第五直播台，成為一家專業的新聞和體育廣播電台。

## 旗下電台

### 全國廣播

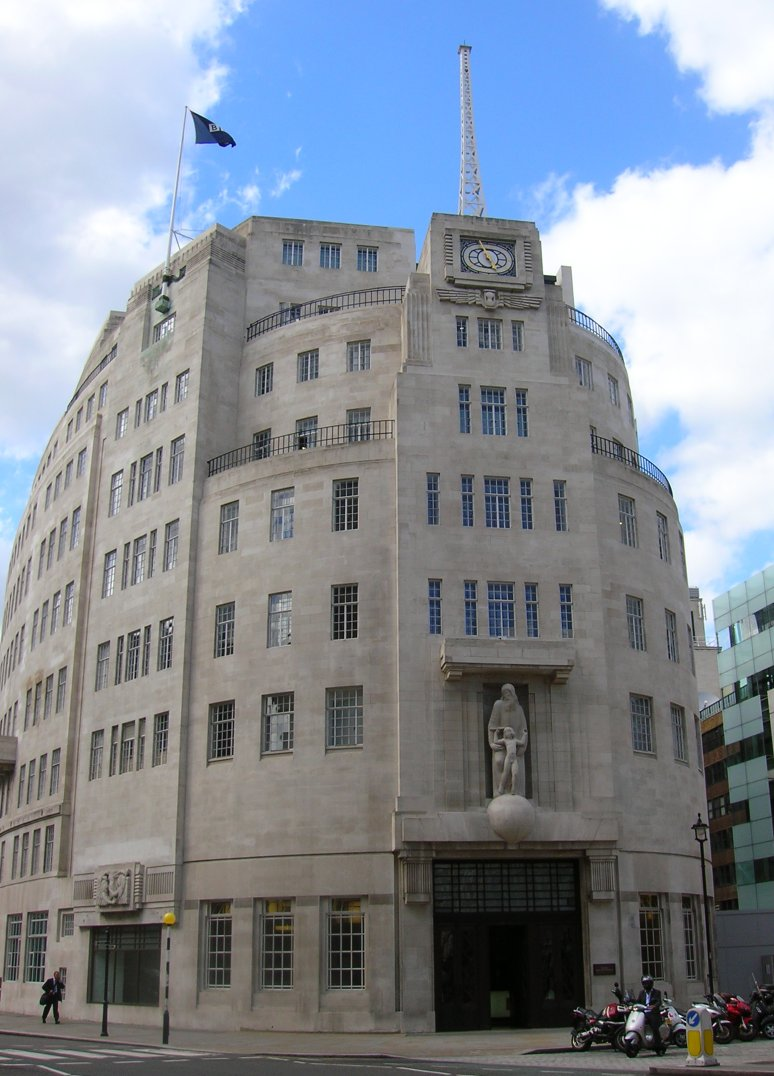
大多數BBC電台節目是在位於英國倫敦攝政街波蘭廣場的廣播大樓里播送的。

英國廣播公司電台前標誌。(1997年-2020年)

英國廣播公司電台前標誌。(2020年-2021年)

英國廣播公司電台部門目前運營著11家在全國播送的國內電台，其中6家只提供數字收聽方式，聽眾可以通過數碼聲音廣播、英國數碼電視（可通過衛星、有線及英國Freeview服務接收）和流媒体方式收聽，亦可在互聯網上重聽。

#### 無線廣播
英國廣播公司電台部門的無線廣播主要通過模擬信號（調頻或調幅廣播）和數字信號（數碼聲音廣播）進行廣播。
- BBC廣播一台：面向年輕人族群的電台廣播，主要播出當代流行音樂及搖滾樂，同時也提供新聞節目。BBC廣播一台通常還會直播原創的室內演唱會、大型音樂會及音樂紀錄片。
- BBC廣播二台：面向成年人族群的娛樂電台，主要播出各種類型的音樂，特別是當年成年音樂及比較中庸風格的音樂，同時也含有談話節目、喜劇節目、新聞節目、原創音樂會的直播、原創音樂節目的直播和原創音樂紀錄片。
- BBC廣播三台：藝術及高雅文化電台，主要播出比較小眾化的音樂（例如：爵士樂、古典音樂和世界音樂）、新聞節目、原創室內音樂節目的直播、原創音樂會的直播和音樂紀錄片。
- BBC廣播四台：主要播出新聞、時事、藝術、歷史、原創室內劇、原創首播室內喜劇、科學、書籍和宗教的節目。該電台會在英國當地時間凌晨一點到五點停播并轉播英國廣播公司國際頻道的節目。
- BBC廣播第五直播台：主要播出新聞、體育及談話節目。

#### 數字廣播
英國廣播公司電台部門後期所建立的新電台頻道均是數字電台，主要是通過流媒体、英國天空電視台、免費衛星服務、英國Freeview服務及數碼聲音廣播等形式進行廣播。
- BBC廣播一台特別頻道：播出新都市音樂（英语：Urban contemporary），再加上新聞、原創室內直播音樂節目、原創直播音樂會和音樂紀錄片。
- BBC廣播四台特別頻道：播出經典喜劇、戲劇、閱讀、科幻、幻想及兒童節目。
- BBC廣播第五直播台特別體育頻道：BBC廣播第五直播台的姊妹台，直播其額外的體育節目。
- BBC廣播第六音樂台：主要播出非主流音樂，例如：搖滾、朋克、放克、雷鬼及大多數人不怎麼關注的音樂類型，同時還有新聞節目、原創室內直播音樂節目、原創直播音樂會和音樂紀錄片。
- BBC亞洲廣播網：主要是針對在英國生活的大量南亞裔族群的社區進行廣播。在英國絕大部分地區是數字廣播；但是英國中部地區的部分區域也利用中波進行廣播。

### 區域廣播
英國廣播公司電台部門還為英國三個“國家級行政區域”提供廣播服務。相較於英格蘭地區的BBC電台頻道，這些電台更注重當地的新聞及事件。他們往往會組織一些有關當地新聞或事件的電話辯論節目，同時也提供一些較輕口的談話節目和一些更流行的音樂節目。相較於當地那些依靠商業廣告為生的獨立電台，由於英國廣播公司電台部門的電台往往用大量的流行音樂來填充原本的廣告時間，因此這些電台相較於當地的獨立電台更具有收聽優勢。目前英國廣播公司電台部門提供的區域廣播有：
- BBC蘇格蘭廣播（英语：BBC Radio Scotland）：在蘇格蘭提供新聞、音樂、體育及談話節目。
- BBC蘇格蘭蓋爾語廣播（英语：BBC Radio nan Gàidheal）：蘇格蘭蓋爾語廣播網。
- BBC設得蘭群島廣播（英语：BBC Radio Shetland）：在設得蘭群島提供新聞、音樂、體育及談話節目。
- BBC奧克尼群島廣播（英语：BBC Radio Orkney）：在奧克尼群島提供新聞、音樂、體育及談話節目。
- BBC威爾士廣播（英语：BBC Radio Wales）：在威爾士提供新聞、音樂、體育及談話節目。
- BBC威爾士語廣播（英语：BBC Radio Cymru）：威爾士語廣播網。
- BBC埃爾斯特廣播（英语：BBC Radio Ulster）：在北愛爾蘭提供新聞、音樂、體育及談話節目。
- BBC福伊爾廣播（英语：BBC Radio Foyle）：在北愛爾蘭西北部地區提供新聞、音樂、體育及談話節目。

### 本地廣播
大部分的BBC本地廣播服務是面向整個英格蘭地區及海峽群島的，但也常常迎合個別縣做調整。

### 國際廣播
英國廣播公司國際頻道是世界上最大的國際廣播服務機構，它採用27種語言并通過模擬信號和數字信號短波、互聯網、播客、調頻、調幅及衛星向全球大部分地區廣播。英國廣播公司國際頻道是一個政治立場獨立、非盈利和免費的廣播機構，其中最主要的英語廣播是全年無休廣播的，並且在英國除了提供長波廣播之外，還提供了時下流行的數碼聲音廣播。

## 廣播服務
英國廣播公司的電台服務通過各種調頻和調幅頻率廣播，或採用數碼聲音廣播形式廣播。同時全球的聽眾亦可在BBC在线上使用流媒体收聽。除此之外，英國的聽眾還可以利用數字電視機來收聽節目；而國際聽眾則可以登錄BBC在线收聽最近七日的節目，同時還可以下載部分節目的MP3或利用播客收聽精選節目。

## 部門開支
下表列舉的是英國廣播公司電台部門在2012-2013財政年度的開支，按照規定，電台部門有義務提供它們各個電台的單獨開支。
| 電台                           | 2012-2013財年 總計支出 （單位：萬英鎊） | 相較上個財年增長 （單位：萬英鎊） |
| ------------------------------ | --------------------------------------- | --------------------------------- |
| BBC廣播一台                    | 5,420                                   | + 360                             |
| BBC廣播一台特別頻道            | 1,180                                   | + 80                              |
| BBC廣播二台                    | 6,210                                   | + 160                             |
| BBC廣播三台                    | 5,430                                   | + 180                             |
| BBC廣播四台                    | 12,210                                  | + 6.2                             |
| BBC廣播四台特別頻道            | 720                                     | - 10                              |
| BBC廣播第五直播台              | 760                                     | + 670                             |
| BBC廣播第五直播台特別體育頻道  | 560                                     | + 30                              |
| BBC廣播第六音樂台              | 1,150                                   | - 20                              |
| BBC亞洲廣播網                  | 1,300                                   | 0                                 |
| BBC本地廣播                    | 152.5                                   | + 6                               |
| BBC蘇格蘭廣播                  | 32.7                                    | + 60                              |
| BBC蘇格蘭蓋爾語廣播            | 6.3                                     | + 30                              |
| BBC威爾士廣播                  | 1,880                                   | + 11                              |
| BBC威爾士語廣播                | 1,760                                   | + 170                             |
| BBC阿爾斯特廣播和BBC福伊爾廣播 | 2,380                                   | 0                                 |
| 總計                           | 66,950                                  | + 2,940                           |

## 部門總監
英國廣播公司電台部門負責人的頭銜一直都在變化，最近的一次改動是在2006年。目前對此部門負責人的官方稱呼是“音樂及音频部門總監”，以反映英國廣播公司對在线音频服務的重視。
| 就職年份 | 總監姓名          |
| -------- | ----------------- |
| 1963     | 弗蘭克·吉拉德     |
| 1970     | 伊恩·崔斯歐文     |
| 1976     | 霍華德·紐比       |
| 1978     | 奧布瑞·辛格       |
| 1982     | 理查德·弗蘭西斯   |
| 1986     | 布萊恩·文翰       |
| 1987     | 大衛·赫氏         |
| 1993     | 利茲·福根         |
| 1996     | 馬修·班尼斯特     |
| 1999     | 珍妮·阿布蘭姆斯基 |
| 2008     | 提姆·戴維         |
| 2013     | 海倫·博登         |

### 延伸閱讀
- Donovan, Paul. . 倫敦: 哈珀柯林斯. 1991年. ISBN 0-586-09012-6.

## 外部連結
- 英國廣播公司電台部門官網 （页面存档备份，存于）（英文）